# مانويل بويغ (روائي)
مانويل بويغ (بالإسبانية: Manuel Puig)‏‏ (28 ديسمبر 1932 - 22 يوليو 1990 في كويرنافاكا)؛ كاتب، وكاتب مسرحي، وكاتب سيناريو، وروائي من الأرجنتين.

## روابط خارجية
- مانويل بويغ على موقع IMDb (الإنجليزية)
- مانويل بويغ على موقع الموسوعة البريطانية (الإنجليزية)
- مانويل بويغ على موقع ألو سيني (الفرنسية)
- مانويل بويغ على موقع أول موفي (الإنجليزية)
- مانويل بويغ على موقع قاعدة بيانات برودواي على الإنترنت (الإنجليزية)
- مانويل بويغ على موقع قاعدة بيانات الأفلام السويدية (السويدية)
- مانويل بويغ على موقع إن إن دي بي (الإنجليزية)
- مانويل بويغ على موقع قاعدة بيانات الفيلم (الإنجليزية)
- مانويل بويغ على موقع كينوبويسك (الروسية)
- مانويل بويغ على موقع كينوبويسك (الروسية)